# Equazione del calore
In analisi matematica, l'equazione del calore, anche detta equazione di diffusione, è un'equazione differenziale alle derivate parziali che trova nelle scienze svariate applicazioni: per esempio in fisica modella l'andamento della temperatura in una regione dello spazio-tempo sotto opportune condizioni, e in chimica l'andamento della concentrazione chimica di una specie.
Le condizioni di Dirichlet rappresentano situazioni in cui la temperatura al bordo del dominio ha un andamento noto a priori, ad esempio perché la si tiene costante con un termostato, le condizioni di Neumann rappresentano situazioni in cui il flusso di calore sulla frontiera del dominio è noto a priori, mentre le condizioni di Robin (o di radiazione) rappresentano situazioni in cui si suppone ci sia un legame tra il flusso di calore al bordo e il valore della temperatura al bordo.
La buona positura dei problemi associati all'equazione del calore segue inoltre dall'analisi di buona positura di un problema parabolico, di cui l'equazione è un classico esempio.

## Definizione
Sia {\displaystyle u=u(x,t):{\bar {U}}\times [0,\infty )\to \mathbb {R} } una funzione, in cui {\displaystyle {\bar {U}}} è la chiusura dell'insieme {\displaystyle U} di {\displaystyle \mathbb {R} ^{n}}. L'equazione del calore ha la forma:
{\displaystyle {\frac {\partial u}{\partial t}}-a\nabla ^{2}u=0}
dove {\displaystyle {\frac {\partial u}{\partial t}}} indica la derivata parziale di {\displaystyle u} rispetto al tempo, {\displaystyle \nabla ^{2}} denota il laplaciano rispetto alla variabile {\displaystyle x=(x_{1},\dots ,x_{n})\in U} e {\displaystyle a} è una costante positiva. Si può esplicitare come:
{\displaystyle {\frac {\partial u}{\partial t}}-a\left({\frac {\partial ^{2}u}{\partial x_{1}^{2}}}+\dots +{\frac {\partial ^{2}u}{\partial x_{n}^{2}}}\right)=0}
L'equazione del calore non omogenea per {\displaystyle u}, anche nota come reazione-diffusione, ha la forma:
{\displaystyle u_{t}-a\nabla ^{2}u=f(x,t)}
dove {\displaystyle f:U\times [0,\infty )\to \mathbb {R} } è una funzione data.

## Separazione delle variabili in una dimensione
Di seguito è riportato un problema di Cauchy-Dirichlet che modella un semplice caso fisico. Si supponga di avere una sbarra di lunghezza unitaria il cui raggio è trascurabile rispetto alla lunghezza, in modo da rendere il problema monodimensionale. Si ponga il termine di diffusione costante e unitario, e si eliminino i termini riguardanti trasporto e reazioni interne, in modo da ridurre l'equazione nella forma:
{\displaystyle y_{t}-y_{xx}=0}
con {\displaystyle y} al quale verranno imposte opportune condizioni di regolarità. Impostando i valori al contorno in modo da tenere le due estremità della sbarra a temperatura costante, fissando la distribuzione di temperatura iniziale si ha dunque il problema ben definito:
{\displaystyle {\begin{cases}y_{t}(x,t)-y_{xx}(x,t)=0\quad (x,t)\in [0,1]\times [0,+\infty ]\\y(x,0)=f(x)\quad x\in [0,1]\\y(0,t)=y(1,t)=0\qquad t>0\end{cases}}}
Si vuole fare uso del metodo di separazione delle variabili. Per fare questo è necessario scrivere {\displaystyle y} come prodotto di due funzioni, una dello spazio e una del tempo:
{\displaystyle y(x,t)=X(x)T(t)\ }
ed inserita nell'equazione fornisce:
{\displaystyle {\frac {T'}{T}}={\frac {X''}{X}}\ }
avendo indicato con il "primo" la derivata ordinaria delle due funzioni rispetto alla loro variabile di definizione. I due termini dell'uguaglianza sono funzioni di due variabili diverse, pertanto l'unico modo affinché l'uguaglianza sussista per ogni {\displaystyle t} e per ogni {\displaystyle x} è che entrambi i termini siano uguali ad una costante, detta {\displaystyle \lambda }.
Si possono generare due equazioni differenziali ordinarie per le due funzioni separatamente. Quella nella variabile temporale ha la forma:
{\displaystyle T'(t)=\lambda T(t)\ }
ed integrata fornisce immediatamente:
{\displaystyle T(t)=T(0)e^{\lambda t}\ }
mentre per la funzione spaziale si ha il problema ai limiti:
{\displaystyle \left\{{\begin{matrix}X''(x)-\lambda X(x)=0\\X(0)=X(1)=0\\\end{matrix}}\right.}
Per evitare soluzioni banali deve essere {\displaystyle \lambda <0}, ed integrando l'equazione si ha:
{\displaystyle X(x)={\frac {X'(0)}{\sqrt {-\lambda }}}\sin({\sqrt {-\lambda }}x)+X(0)\cos({\sqrt {-\lambda }}x)}
Le condizioni al bordo forniscono {\displaystyle X(0)=0}, {\displaystyle X'(0)} arbitrario e {\displaystyle \lambda =-n^{2}\pi ^{2}}. Mettendo insieme i risultati ottenuti è possibile dire che ogni funzione della forma:
{\displaystyle y_{n}(x,t)=c_{n}e^{-n^{2}\pi ^{2}t}\sin(n\pi x)}
è formalmente soluzione dell'equazione di partenza. Tuttavia, nessuna delle funzioni di tale classe soddisfa il dato iniziale. Sfruttando la linearità dell'equazione si costruisce quindi una nuova soluzione combinazione lineare di tutte le {\displaystyle y_{n}}:
{\displaystyle y(x,t)=\sum \limits _{n=1}^{\infty }c_{n}e^{-n^{2}\pi ^{2}t}\sin(n\pi x)}
La soluzione trovata col metodo di separazione delle variabili soddisfa il dato iniziale nel senso di {\displaystyle L^{2}}. Infatti, se si sviluppa il dato iniziale in serie di Fourier e si pongono i {\displaystyle c_{n}} della soluzione uguali ai coefficienti dello sviluppo di Fourier del dato iniziale, si ottiene, grazie alla disuguaglianza di Bessel, che {\displaystyle y(x,t)\longrightarrow f(x)} nel senso di {\displaystyle L^{2}} per t che tende a zero.
Infine, per dimostrare che quella trovata è l'unica soluzione si può procedere col metodo dell'energia. Si moltiplica l'equazione per {\displaystyle y} a destra e a sinistra e si integra per parti sul dominio spaziale, ottenendo:
{\displaystyle {\frac {1}{2}}{\frac {\mathrm {d} }{\mathrm {d} t}}\int _{0}^{1}y^{2}(x,t)\operatorname {d} x=-\int _{0}^{1}\left[{\partial y \over \partial x}(x,t)\right]^{2}\operatorname {d} x\leq 0}
Dunque la quantità {\displaystyle \int _{0}^{1}y^{2}(x,t)\operatorname {d} x}, che è identificabile con l'energia del sistema, è positiva e decrescente. Se ora esistessero {\displaystyle u} e {\displaystyle v} entrambe soluzioni dell'equazione, allora, per linearità, anche {\displaystyle w=u-v} sarebbe soluzione, con dati al bordo nulli e dato iniziale nullo. Ma allora per {\displaystyle w} l'energia iniziale è nulla e, poiché essa deve essere positiva e decrescente, in ogni istante di tempo si ha:
{\displaystyle \int _{0}^{1}(u(x,t)-v(x,t))^{2}\operatorname {d} x=0}
da cui {\displaystyle u=v} per ogni {\displaystyle t}, e dunque la soluzione è unica.

## Lunghezza di diffusione
Nel caso di diffusione in monodimensionale con condizione di Dirichlet su {\displaystyle u(0,0)} la soluzione diventa:
{\displaystyle u\left(x,t\right)=u(0,0)\,\mathrm {erfc} \left({\begin{matrix}{\frac {x}{\sqrt {4Dt}}}\end{matrix}}\right)}.
dove erfc è la funzione degli errori complementare. La grandezza {\displaystyle {\sqrt {4Dt}}} è chiamata lunghezza di diffusione e fornisce una misura di quanto lontano possa propagarsi la concentrazione in direzione x in funzione del tempo t.